# Vélo elliptique

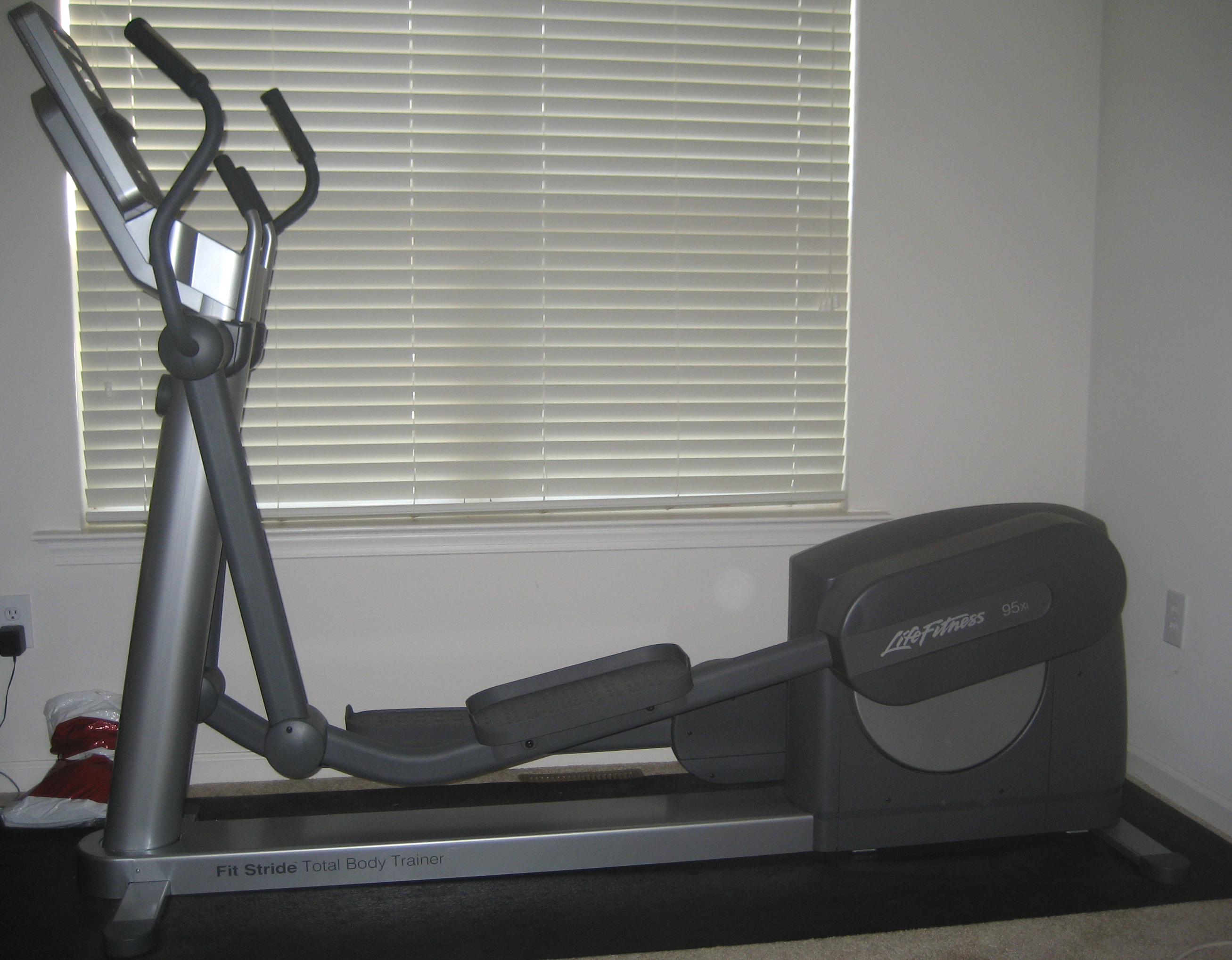
Un vélo elliptique.

Un vélo elliptique est un appareil d'entraînement cardiovasculaire (en anglais cardio training, « exercices cardiovasculaires »), utilisé en salle de fitness ou à domicile. Il est pratiqué debout et reproduit le mouvement de la course, sans que les pieds ne décollent des pédales. Par conséquent, il ne génère pas d'impacts pour les articulations.  
Les pédales décrivent le parcours d'une ellipse, d'où le nom de l'appareil. Leur déplacement est accompagné du mouvement des bras ; il permet de travailler et de tonifier de façon coordonnée du haut au bas du corps. Il est utilisé pour la perte de poids associé à un régime adapté, améliorer l'endurance, développer la tonicité, affiner la silhouette,,. 

## Fonctionnement

### Description
- Contrairement l'évocation de son nom, le vélo elliptique n'est pas une forme particulière de vélo. C'est un appareil de cardio-training, qui pourrait être comparé à un tapis de course avec un rameur, ou encore à un appareil simulant la pratique du ski de fond[1].
- Un vélo elliptique est un appareil sur lequel le sportif se tient debout[1]. Il est composé d'une roue d'inertie qui donne une résistance initiale. Sur cette roue sont fixées deux grandes pédales qui permettent de reposer la totalité des pieds. Ces pédales sont reliées à deux poignées verticales, qui arrivent à la hauteur des épaules, que l'on tient avec les mains[3]. Le mouvement des pieds et des mains est donc conjoint.
- Les pédales suivent une trajectoire elliptique au lieu du cercle pour les vélos classiques , d'où le nom de l'appareil[3].
- Le vélo elliptique reproduit le mouvement de la marche[1] et de la course à pied au niveau des jambes, mais il n'y a jamais de choc.
- En plus de la rotation elliptique des jambes, les bras se meuvent d'avant en arrière : l'un des bras pousse, alors que l'autre tire. Ce mouvement peut en partie être rapproché de celui d'un rameur.
- Le vélo elliptique est un ergomètre qui sollicite en un même geste le haut et le bas du corps, ce qui en fait un appareil de fitness des plus complets ; les efforts sont répartis entre les muscles des bras, des jambes et les abdominaux. 80 % des muscles corporels seraient sollicités lors d'un exercice[4].
- La pratique du vélo elliptique muscle le cœur (recommandé pour ceux qui ne souffrent pas de problèmes cardiaques). En effet, l'activité fait rapidement grimper la fréquence cardiaque, car les efforts sollicitent un large ensemble de muscles du corps. Aucune douleur n'empêche normalement d'atteindre la fréquence cardiaque maximale[1].
- Un système de freinage réglable (plus ou moins automatique) permet d'ajuster la difficulté des exercices, en augmentant la résistance de la roue.
- Différentes options apparaissent selon les modèles comme la pédale inclinable ou non, l'écran couleur, le cycle d'entraînement préprogrammé.

### Composition

#### La roue d'inertie
C'est l'élément central du vélo elliptique. Elle est le plus souvent située à l'arrière (quelquefois la roue est à l'avant). Les pédales sont fixées sur cette roue. La roue pèse en général entre 7 et 10 kg. Plus elle est lourde, plus le mouvement devient confortable.
La roue d'inertie permet une résistance linéaire accrue par le système de freinage.

#### Le freinage
Il existe 4 mode de freinages pour accroître la résistance en mouvement du vélo elliptique :
- Le freinage mécanique : de simples patins de freinage, comme pour un vélo classique, vont maintenir une pression sur la roue, de manière à augmenter la résistance au mouvement. C'est le freinage le plus simple, et aussi le moins confortable. Il a quasiment disparu.
- Le freinage magnétique : les éléments magnétiques sont placés de part et d'autre de la roue et ils augmentent la difficulté du mouvement. L'emplacement des aimants (et donc la résistance qu'ils appliquent) est modifié via une molette généralement placée au niveau du guidon.
- Le freinage magnétique motorisé : le système de résistance est identique au précédent, mais dans ce cas, les aimants sont déplacés par un moteur au lieu de la molette manille. Cela améliore le confort de l'entraînement, et permet de programmer des résistances étagées pour suivre des plans d'entraînements spécifiques.
- Le freinage électromagnétique : les aimants sont remplacés par des électroaimants. La force magnétique qui va être appliquée sur la route d'inertie est donc définie de manière électrique. C'est la meilleure méthode de freinage.

#### Pédales
Les pieds reposent sur les pédales, de la pointe au talon. Il existe certains modèles de pédales réglables et inclinables de manière à faire varier le nature de l'effort car l'inclinaison des pédales sollicite différentes zones musculaires.
La course des pédales peut être plus ou moins longue selon les modèles. Il est recommandé d'utiliser un vélo elliptique adapté au gabarit : de 40 cm de course pour la plupart des gens à 50 cm pour les plus grands.

#### Programmes d'entraînements
Certains vélos proposent des programmes d'entraînements préétablis et parfois des programmes chargés via une clé USB.
Dans ce dernier cas, les programmes peuvent être téléchargés depuis le site du constructeur du vélo ou achetés sur Internet.

#### Elliptique auto-généré
Il existe depuis quelque temps des vélos elliptiques auto générés. Ces vélos génèrent leur propre courant électrique, ils n'ont donc pas besoin d'être reliés au secteur via une prise de courant. Cela permet des économies d'électricité, mais surtout cela rend leur usage plus facile et leur installation plus simple, car ils peuvent être placés et déplacés à la convenance de l'utilisateur.

#### Cardio-fréquencemètre
Comme avec la plupart des appareils de fitness, certains appareils elliptiques proposent un cardio-fréquencemètre intégré, de manière à surveiller la fréquence cardiaque. Cela peut être utile pour être certain de s'entraîner à la bonne intensité.
Il est parfois moins cher d'acheter un cardio-fréquencemètre séparé.

#### Écran
Pour un vélo elliptique haut de gamme, il existe généralement un écran, de manière à mieux gérer la résistance, les programmes d'entraînement, etc.
Certains appareils offrent la possibilité de brancher directement une tablette informatique, permettent un accès à Internet ou présentent un écran couleur.
Roulettes
Elles permettent de déplacer le vélo elliptique pour le ranger ou le déplacer dans une autre pièce.

## Vélo elliptique ou cross trainer?
L'expression vélo elliptique recouvre généralement le vélo elliptique traditionnel à barres fixes pour les bras, et le cross trainer qui est identique au précédént mais à barres mobiles pour les bras. 

## Avantages

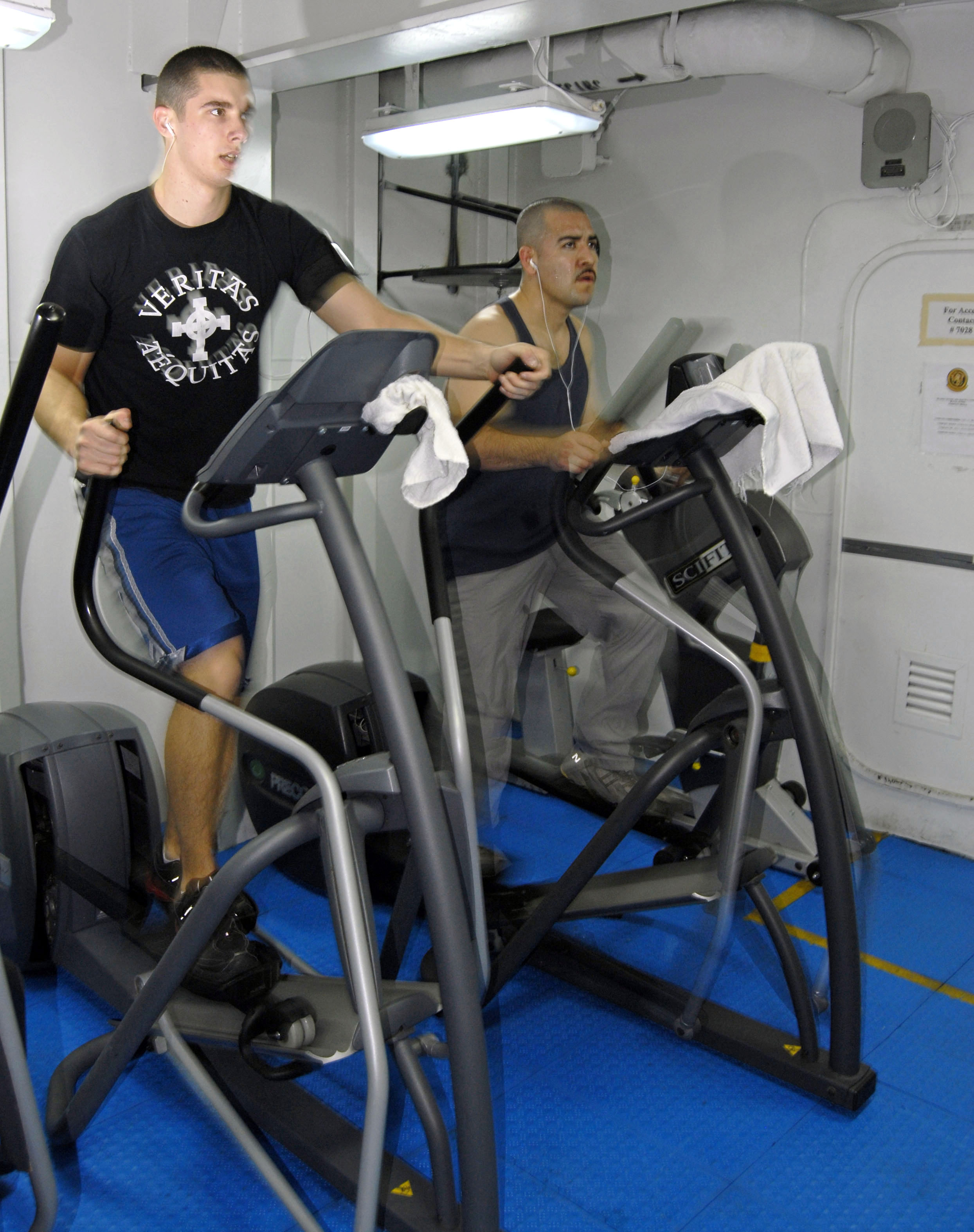
Outil de test cardiovasculaire pour l'US Navy

Le vélo elliptique réunit en un seul mouvement les effets d'une course à pied, du rameur, du stepper et du vélo d'appartement. 

### Dépense calorique
Il permet une grande dépense calorique, un travail cardiovasculaire en douceur et convient aux débutants. Il est donc utilisé entre autres objectifs pour la perte de poids.  

### Absence d'impacts
Il s'utilise facilement et fait travailler les muscles sans à coups ni douleurs articulaires.
L'absence de choc est l’un des avantages principaux de cet accessoire. Le vélo elliptique permet de solliciter de façon douce les articulations du haut et du bas du corps : il préserve ainsi les articulations notamment du dos.
Contrairement à la course à pied (et donc au tapis de course), le vélo elliptique répartit le poids du corps de manière égale sur les deux jambes. Les articulations sont préservées, tout en effectuant un mouvement dont l'amplitude se rapproche de la foulée du coureur. De nombreux sportifs utilisent l'appareil pour se remettre en forme après une blessure.
Le mouvement est plus sûr que la course en plein air, ou même que le footing sur tapis de course, ce dernier est pourtant lui-même plus confortable et sécuritaire que la course sur sol dur.
Le vélo elliptique peut être utilisé pour reprendre le sport tout en évitant les maux courants des genoux.

### Mobilisation du haut et bas du corps
Grâce à un mouvement conjoint du haut et du bas du corps, le vélo elliptique utilise près de 80 % des muscles du corps. C'est l'appareil de fitness le plus complet. Lorsque l'objectif est d'effectuer un travail physique exhaustif en un minimum de temps, le vélo elliptique peut s'avérer un choix adapté.
À noter enfin que si l'utilisateur ne se sert pas de ses bras, il sollicitera simplement les jambes. Et suivant la résistance qu'il appliquera à son vélo elliptique, le mouvement pourra se rapprocher de la course ou d'un mouvement de type step.

## Inconvénients
Le vélo elliptique peut devenir monotone à la longue. Certains modèles sont chers et encombrants. Il convient de faire preuve de prudence sur le long terme car il existe des risques physiques : en effet, mal ou trop utilisé, la région lombaire est alors sur-sollicitée et risque de devenir douloureuse.

## Contre-indications
Il n'existe pas ou peu de contre-indications pour le vélo elliptique, qui est un sport complet et ludique.  Mais l'état de santé peut entrer en cause : arthrose ou fragilité du genou, problèmes cardiaques ou de dos (sciatique, lumbago) sont peu compatibles avec ce vélo. L'avis d'un médecin est recommandé.

## Muscles travaillés par l'elliptique
Le vélo elliptique permet de muscler et tonifier les cuisses, les fessiers, les mollets, les bras, les épaules, les pectoraux et les muscles du dos.
Les vélos elliptiques travaillent, soit en dynamique, soit sous forme de gainage, quasiment tous les muscles du corps.
Le vélo elliptique est décrit comme le plus complet des appareils de fitness, plus encore que le rameur[réf. nécessaire].

### Détail des muscles

#### Bas du corps
Les muscles du bas du corps sont ceux qui reproduisent le mouvement de la course à pied :
- L'ensemble des cuisses : c'est-à-dire les muscles quadriceps (situés sur l'avant de la cuisse), les muscles ischio-jambiers (situés sur l'arrière de la cuisse) et les fessiers (qui sont les plus gros muscles du corps) ;

- L'ensemble des mollets : c'est-à-dire les muscles jumeaux (les deux petits muscles que l'on peut voir au niveau des mollets) et les soléaires (qui sont placés sous les jumeaux).

#### Haut du corps
Pour le haut du corps, les muscles sollicités sont les suivants : 
- Les muscles des bras : les biceps lorsque l'on va tirer sur la poignée, et les triceps (situés sous le bras) lorsque l'on va pousser sur la poignée ;

- Les muscles du torse : les muscles du dos lors du tirage de la poignée, et les muscles pectoraux au moment de la poussée ;

- Les épaules : la portion avant des épaules sur la poussée, et la portion arrière des épaules sur le tirage ;

- Le gainage : l'ensemble des abdominaux ainsi que les lombaires vont travailler en synergie sous forme de gainage, pour permettre une bonne transmission de force entre le haut et le bas du corps.

#### Adaptabilité de la musculation
Le vélo elliptique permet de faire varier l'effort sur un muscle spécifique. Par exemple, lorsque l'on supprime les mouvements des bras, l'effort sera accentué sur le bas du corps. Lorsque l'utilisateur se met sur la pointe des pieds, il augmente le travail sur les mollets.
En poussant davantage avec les bras, les pectoraux et triceps sont sollicités de manière plus importante.